# 沈阳 (国际象棋棋手)
沈阳（1989年1月—），女，江苏南京人，中国国际象棋棋手，女子國際象棋國際特級大師。

## 生平
2014年本科毕业于清华大学经管学院工商管理专业。2014年曾担任央视棋牌乐国际象棋栏目主持人，自2015年下半年开始担任国家队助理教练。
2019年硕士毕业于清华大学教育研究院教育学专业，获校优秀毕业论文。

## 主要运动成绩
- 2001年世界少儿锦标赛12岁女子组，冠军
- 2006年世界国际象棋女子，青年冠军
- 2007、2009、2019年世界女子团体赛，团体冠军
- 2008、2012、2014、2018年亚洲女子团体赛，团体冠军
- 2008年世界女子锦标赛，晋级八强
- 2009年全国女子个人锦标赛冠军，亚洲室内运动会国际象棋快棋组，团体冠军
- 2010年第四届全国体育大会国际象棋，女子一等奖（冠军）
- 2011年第二届全国智力运动会国际象棋，女子个人冠军
- 2014年全国甲级联赛团体冠军，央视棋牌乐国际象棋栏目，主持人
- 2015年亚洲个人亚军，全国智力运动会，女子团体亚军
- 2018年全国女子团体锦标赛，团体冠军
- 2018年世界奥林匹克团体赛，女子团体冠军

## 主要教练成绩
2018年10月16至10月31日，带领中国少年队参加于希腊哈尔基迪基举行的2018年世界青少年锦标赛U14-U18组比赛，获得3金4银2铜，慢棋团体亚军的成绩。

## 主要荣誉
- 女子国际特级大师，男子国际大师，国际运动健将
- 世界少年、青年冠军，世界奥林匹克团体冠军，世界团体冠军
- 国际棋联高级教练员，国家级裁判员
- 目前唯一获得全国冠军、体育大会冠军和全国智力运动会冠军的国际象棋运动员
- 2006、2007年江苏省十佳运动员
- 国家体育总局授予2018、2019年度体育运动荣誉奖章